# Alojzy Matuszczyk
Alojzy Matuszczyk (ur. 14 października 1888 w Turzy, zm. 22 marca 1964 w Wodzisławiu Śląskim) – powstaniec śląski. Podczas wojny wywieziony na Syberię.
Mieszkaniec Jedłownika, dzielnicy Wodzisławia Śląskiego. Został pochowany na miejscowym cmentarzu, niedaleko swoich towarzyszy broni-powstańców śląskich. Za walkę o polski Śląsk został odznaczony m.in. Brązowym i Srebrnym Krzyżem Zasługi oraz Śląskim Krzyżem Powstańczym.